# Belaspidia obscura
Belaspidia obscura är en stekelart som beskrevs av Masi 1916. Belaspidia obscura ingår i släktet Belaspidia och familjen bredlårsteklar. Inga underarter finns listade.